# 戰鬥陀螺 鋼鐵奇兵 ZERO G
《戰鬥陀螺 鋼鐵奇兵 ZERO G》（日语：メタルファイト ベイブレード ZEROG）是一套由2012年4月至2012年12月間，於日本小學館發行雜誌所刊登的漫畫。2012年4月間改編動畫，日本TV版全38話（一話約15分鐘），尚有7話未放送話數收錄在DVD第六卷及第七卷。（DVD將兩話15分鐘合併為一話）

## 故事概要
經歷一場水深火熱的交戰後，和平的時代終於到來，身負開拓者的「那個人」為了能夠繼續找出自身的不足之處，在戰役結束後又再次出發修行，出發之前把自己所使用過的陀螺交給一名少年並且告訴他：「要讓自己變強，然後總有一天成為超越我的陀螺戰士」之後便踏上旅程……轉眼間七年過去，世界各地戰鬥陀螺的交流發展迅速培育出許多的陀螺戰士，這名少年也是其中之一。只是少年仍舊無法滿足，他非常很希望能夠超越「那個人」，於是少年在某次的對戰後收拾行李出發前往「那個人」曾經待過的城鎮，希望能借此激發自己的能力。，初到此地的少年到「那個人」曾經待過的城鎮後立即被眼前的場景所吸引，於是立即展開此地的第一場對戰，只是少年不知道的是，這場對戰的勝利之後，那個人所說的一句話是少年即將展開前所未見的能力激發之旅……
七年前崇拜傳說中的陀螺戰士之一的鋼银河並以最强陀螺戰士为目标的少年黑银傑洛在当地不知不觉已经是No.1陀螺戰士。傑洛为了测试自己的实力来到银河曾經待過的城镇。而集结着的是以明天最强陀螺戰士为目标的陀螺戰士們。傑洛立刻与他们开始对战，由于不习惯当地没有的ZERO-G竞技场而陷入苦战。不过由于天生的胆识和天性的直觉，傑洛理解攻略法并获得胜利與其他各地的陀螺戰士進行陀螺對戰。

## 登場人物
戰鬥陀螺 鋼鐵奇兵整個系列除了湯宮健太外，並無真正設定角色年紀和生日、家庭、背景、出身地和過去等等。
※斜線左邊為香港翻譯，右邊為台灣翻譯。

### 主要人物
- 黑銀零（黒銀 ゼロ）

配音：岡本信彥（日本）、賀宇傑（臺灣）、陳灝瑋（香港）
本作品的男主角之一。
使用的戰鬥陀螺：武士火焰魔神 W145CF（魔人）、蜥蜴炎神 W145CF
十分熱血而正義感強烈，對鋼銀河十分憧憬，視鋼銀河為目標。手上的陀螺是由七年前從鋼銀河的手上拿到的，為了成為最強的陀螺戰士而來銀河所居住的鎮上。曾向忍進行挑戰卻被他擊敗。之後接受辨慶安排地獄式特訓以求增強實力。
絕招：流星擊之撞擊、烈炎轟天擊、烈炎龍捲轟擊、超級烈炎轟天擊
- 火龍院忍（火竜院 忍）

配音：内山昂輝（日本）、陳彥鈞（臺灣）、周倚天（香港）
本作品的男主角之一。
使用的戰鬥陀螺：忍者烈火蠑螈 SW145SD（蠑螈）
外表冷酷，但其實內心是十分熱情，正義感強。被稱為陀螺公園裡最強的陀螺戰士，公開表明不會容忍有陌生人進入陀螺公園並將零擊敗。而後被零擊敗和他與海原兄弟、紅蓮一起接受特訓。很崇拜跟鋼銀河一起作戰的大鳥翼。
絕招：無幻火流擊、灼熱轟輪擊
- 海原風箏（海原 カイト）

配音：寺島拓篤（日本）、黃天佑（臺灣）、鄧港文（香港）
使用的戰鬥陀螺：守護者怒濤海獸 160SB（利維坦）、大蛇海王 160SB
本作品的男主角之一。
個子冷酷，是八的哥哥，但內裏幽默和膽小。專長研究戰鬥陀螺的持有者之特色，非常相信所得數據能應用於實務之中，曾經因為數據與實際狀況不同而不願意面對現實。很喜歡嘗鮮美食。
- 海原八（海原 エイト）

本作品男主角之一。
配音：小平有希（日本）、劉如蘋（臺灣）、黃昕瑜（香港）
使用的戰鬥陀螺：海盜八岐大蛇 145D（八岐大蛇）
風箏的弟弟，個子矮小，每次對戰中獲勝會在對方的臉上塗鴉。

### WBBA關聯
- 紅蓮

配音：沖佳苗（日本）、郭馨雅（臺灣）、陳皓宜（香港）
使用的戰鬥陀螺：強盜幻變不死鳥 E230GCF（不死鳥）
一名突如其來的少女，穿著粉色和紫色兩種顏色的熱褲和及膝襪。擁有跟傑洛一樣的熱血個性。
- 小丸

配音：諸星堇（日本）、郭馨雅（臺灣）、成瑤孆（香港）
像小圓一樣會分析陀螺構造。也稱小圓為「師父」。
- 天野圓（天野まどか）

配音：真堂圭（日本）、吳貴竹（臺灣）、何璐怡（香港）
小丸的師父。七年前在涅墨西斯一戰支持著銀河一行人。對傑洛抱持著很大的興趣並且委託小丸收集他持有的陀螺的數據。
- 大鳥翼（大鳥 翼）

WBBA的本部長。七年前在涅墨西斯一戰時協助銀河等傳說中的陀螺戰士的陀螺戰士，受到忍的崇拜。
配音：入野自由（日本）、黃天佑（臺灣）、張裕東（香港）
- 花輪辨慶（花輪 ベンケイ）

配音：三宅健太（日本）、陳彥鈞（臺灣）、陳卓智、巫哲棋（代配）、劉奕希（代配）（香港）
漢堡店的店長兼陀螺樂園的指導員，十分憧憬傳說中的陀螺戰士盾神京谷。相當看好傑洛一行人給予他們不少的訓練。

### 對手
- 木倉健（木倉 ゲン）

配音：菊池正美（日本）、黃天佑（臺灣）、黃積權（香港）
使用的戰鬥陀螺：海盜章魚巨獸 A230JSB（挪威海怪）
動畫原創角色。有不小心把心裡的想法、計謀或自己的弱點說出來的壞習慣以至於戰敗。嘴巴上說是因為不忍心看到海洋被汙染所以扮成海怪來趕跑想要汙染的人，其實是喜歡扮成海怪看人被嚇的逃跑的樣子，還有喜歡聽女姓的尖叫聲。很討厭別人把自己的名字唸作「木糠健」，但是大家都這樣叫他。
- 獅獅谷鷹之助（獅々谷 鷹ノ助）

配音：潘惠美（日本）、吳貴竹（臺灣）、陸惠玲（香港）
使用的戰鬥陀螺：弓箭手獅鷲霸王 C145S（獅鷲）
一個熱血的男孩，目標是登上陀螺戰士的頂峰。起初出現在陀螺園地尋找零並成功擊敗紅蓮，但之後被忍擊敗。後來在一次對戰中被左京擊敗，因此在出於崇拜左京而跟隨他。
- 暗闇左京（暗闇 左京）

配音：山本匠馬（日本）、黃天佑（臺灣）、李鎮然（香港）
使用的戰鬥陀螺：暗黑騎士狂龍 LW160BSF（龍騎兵）、獅鷲龍神 LW160BSF
被認為是繼承傳說中的陀螺戰士龍牙意志的神祕青年，其實力強到擊敗紅蓮、鷹之助、忍及傑洛，持有的陀螺暗黑騎士狂龍 LW160BSF疑似是由龍牙所給予的。
- 鬼崎惡矢（鬼崎 悪矢）

配音：神奈延年（日本）、陳彥鈞（臺灣）、黃積權（香港）
使用的戰鬥陀螺：弓箭手石像惡魔 SA165WSF（石像鬼）
一位總是用不擇手段在陀螺對戰獲勝的陀螺戰士，通常帶領着五個部下一同行動。

### DNA之對戰者→BTF
- 破山基拉（破山 キラ）

配音：細谷佳正（日本）、黃天佑（臺灣）、巫哲棋（香港）
使用的戰鬥陀螺：狂戰士動地巨獸 SR200BWD（貝西摩斯）→劍鬥士滅絕邪神 SP230GF（巴哈姆特）、頑石魔像動地巨獸 SR200BWD、天馬滅絕邪神 SP230R²F
本作反派，也是岩山的大哥。個性冷酷無情，初登場時懲處敗給傑洛的岩山。崇相絕對的力量，曾發表支配戰鬥陀螺界的宣言。為獲取更強大的力量而捨棄狂戰士動地巨獸，繼而獲得劍鬥士滅絕邪神。
絕招：鋼之意志、轟地鐵鎚、超強轟地鐵鎚、劍斗士滅絕
- 岩山美男（岩山 美男）

配音：大畑伸太郎（日本）、賀宇傑（臺灣）、關令翹（香港）
使用的戰鬥陀螺：山賊頑石魔像 DF145BS（魔像）、動地巨獸頑石魔像 DF145BS
擁有強壯手臂和大臉的巨人型的陀螺戰士，自稱是「最強防禦的男人」的陀螺戰士。相當崇拜基拉。通常被零一行人稱呼為「大舊衰」（大塊頭）。
- 龜垣 玄十郎（亀垣 玄十郎）

配音：木村良平（日本）、黃天佑（臺灣）、張方正（香港）
使用的戰鬥陀螺：山賊玄武靈獸 F230TB（玄武）
由亞高所派遣派往Neo 戰鬥大會的DNA刺客陀螺戰士之一。身穿星形圖案的服裝，嘴裡叼著一根牙籤，是一個充滿武士道精神的陀螺戰士。
- 釘骨 斯派克（スパイク・ボーン）

配音：最上嗣生（日本）、陳彥鈞（臺灣）、李凱傑（香港）
使用的戰鬥陀螺：強盜麒麟靈獸 WA130HF（麒麟）
由亞高所派遣派往Neo 戰鬥大會的DNA刺客陀螺戰士之一，臉上有一個巨大的十字形傷疤。性格非常好鬥，戰鬥風格類似於拳擊。是DNA培養的陀螺手中最兇猛的陀螺戰士，一旦開始橫衝直撞直到對手被完全擊倒才會停止戰鬥。
- 阿羅船長（キャプテンアロー）

配音：成瀨誠（日本）、陳彥鈞（臺灣）、胡家豪（香港）
使用的戰鬥陀螺：弓箭手旋風飛龍 145WB（飛龍）
由亞高所派遣派往Neo 戰鬥大會的DNA刺客陀螺戰士之一，臉上帶著面具、自稱是愛與友情跟正義英雄的人，也被稱為DNA劍士中最輕浮的陀螺戰士。
絕招：鋭箭龍捲
- 蕭白虎（シャオ・バイフー）

配音：大浦冬華（日本）、吳貴竹（臺灣）、謝潔貞（香港）
持有戰鬥陀螺：狂戰士利刃白虎 125SF（白虎）
外表看似親切，實為肚裏藏刀，由於受到葛雷西家族的教導下，所以為了獲得利益特別設計出欺騙別人的戲碼。
絕招：猛虎爆碎破
- 加魯拉（カルラ）

配音：近藤隆（日本）、賀宇傑（臺灣）、關令翹（香港）
使用的戰鬥陀螺：守護者神鳥迦樓羅 SD145PF （迦樓羅）
負責擔任DNA總部守衛的陀螺戰士。有著莫霍克髮型，上身纏著繃帶，戴著圍巾。聲稱自己為能夠操縱自然的力量，不過後來被小丸給揭發出自己是透過計算火山噴出岩漿和地震的時間的騙局戲碼。

#### DNA管理者 葛雷西家族
創立DNA的家族組織（但只是能創立組織的人），起初喚醒Merci培養出不少DNA最強的陀螺戰士並且舉辦Neo 戰鬥大會打算要掌管戰鬥陀螺界，卻受到Merci的背叛只能負責監視傑洛一行人的行動，直至傑洛一行人成功討伐DNA和大道寺，也在大道寺用機甲陀螺毀掉總部不久並且發誓要重振旗鼓並且捲土重來之下迅速逃離和行蹤不明。
- 亞高·基爾斯／艾魯可·葛雷西（アルゴ・グレイシー）

配音：楠大典（日本）、陳彥鈞（臺灣）、葉振聲（香港）
葛雷西家的長子，艾昂、莎蘭與恩索的哥哥兼DNA的創立者，七年前曾和弟妹們參加世界盃陀螺大賽期間用不少的不擇手段來獲勝卻被銀河一行人徹底打敗，在涅墨西斯危機事件的期間蒐集HD學院所有資料與數據創立DNA培養出不少的陀螺戰士，甚至靠Merci的幫助侵入WBBA的電腦系統藉此舉辦Neo 戰鬥大會企圖掌管戰鬥陀螺界。
- 依晏·基爾斯／艾昂·葛雷西（アイアン・グレイシー）

配音：遠藤大輔（日本）、賀宇傑（臺灣）、陳成港（香港）
葛雷西家的次子，艾昂的弟弟、莎蘭與恩索的哥哥，七年後帶著眼鏡出現。
- 舍伦·基尔斯／莎蘭·葛雷西（セレン・グレイシー）

配音：鹿野優以（日本）、吳貴竹（臺灣）、沈小蘭（香港）
葛雷西家的長女，亞高與艾昂的妹妹、恩索的姐姐，七年後戴著珍珠項鍊，穿著西裝出現。
- 依晏·基爾斯／恩索·葛雷西（エンソ・グレイシー）

配音：伊東美彌子（日本）、劉如蘋（臺灣）、林元春（香港）
葛雷西家的么子，亞高、艾昂與莎蘭的弟弟，雖然比七年前長高，還是喜歡說「哇！」或是說「好厲害！」的台詞。

#### 與DNA有關的人
- 大道寺（だいどうじ）

配音：子安武人（日本）、陳彥鈞（臺灣）、張錦江（香港）
使用的戰鬥陀螺：戰狼改（漫畫版）（豺狼座）、驚惶者再生魔神/幻影弗里厄 T125JB（動畫版）（弗里厄）
七年前引發涅墨西斯危機的反派之一，身穿著鋼鐵奇兵第一季的西裝，以立體影像的形式出現，可以用自身的機械戰甲轉變為陀螺，甚至可以靠機械來發射陀螺。
七年前因為不明原因墜落海中雖由操縱潛水艇的Merci給帶離，之後將精神轉移到HD學院的電腦中跟Merci同化，特地在暗中利用葛雷西家族並且培養出不少DNA的陀螺戰士。
- 美利斯／Merci（メルシー）

配音：平田廣明（日本）、陳彥鈞（臺灣）、周良鴻（香港）
由暗黑星雲所專屬的人工智慧主機機器（其名稱是「ISDC5386292C4 Mainframe」），可以用電腦程式負責調查陀螺戰士的與背景、其使用的戰鬥陀螺、行蹤與許多相關的資料，有時會安排機關或是當成監視器將畫面影像給錄起來。名字亦來源於法語的意思。七年前由於掌握HD學院的相關資訊與數據所以被葛雷西家族給喚醒受到重視並且培養出不少DNA的陀螺戰士。

### 傳說中的陀螺戰士
- 鋼银河（はがね ギンガ）

配音：金田晶（日本）、郭馨雅（台灣）、曹啟謙（香港）
使用的戰鬥陀螺：武士天馬 W105R²F（身穿女武神戰甲的飛馬）
七年前打敗涅墨西斯的傳中的陀螺戰士，曾將炎神武士W145CF交給傑洛並且告訴他要成為超越自己的陀螺戰士，為了追蹤DNA的行蹤而在世界各地四處修行。
絕招：銀河新星
- 龍牙

配音：津田健次郎（日本）、何志威（台灣）、黃啟昌（香港）
使用的戰鬥陀螺：毀滅天龍 F:S（天龍座）
七年前中對抗涅墨西斯的戰役中消失的傳中的陀螺戰士，僅出現在回憶中，左京持有的龍神黑騎士 LW160BSF疑似是他給予的。
漫畫版中仍然還活著。在漫畫第2卷記載的支線故事中曾在火山地區中打敗左京然後給他不少的建議。另外在書末的一欄中透露他就是身為龍族長老的“龍王”。
- 拉格／羅喉（ラゴウ）

配音：森川智之（日本）、于正昌（台灣）、何承駿（香港）
使用的戰鬥陀螺：破壞之神涅墨西斯X:D （太陽伴星/希臘神話中復仇女神涅墨西斯之巨翼惡龍）
七年前中引發涅墨西斯危機的反派之一，僅出現在回憶中，曾擊敗龍牙也讓銀河等傳說中陀螺戰士和他們的同伴們陷入惡戰，直到被集結所有傳說中陀螺戰士與世界各地陀螺戰士的力量的銀河徹底打敗下墜落在無盡地獄的深淵之中。
- 湯宮健太（ゆみや ケンタ）

七年前和銀河共同對抗涅墨西斯的傳說中的陀螺戰士之一，動畫完結篇時關注傑洛一行人的表現。
漫畫版中為戰鬥陀螺商店“B-PIT”的經理，曾為了測試傑洛的實力而假扮成神秘人來測試他。
使用的戰鬥陀螺：閃光射手 230WD（射手座）
- 盾神京谷（たてがみ キョウヤ）

七年前和銀河共同對抗涅墨西斯的傳說中的陀螺戰士之一，曾受辨慶的憧憬，動畫完結篇時關注傑洛一行人的表現。
漫畫版中繼承自己家族集團的公司，跟銀河一起監視與觀察DNA的動向。
使用的戰鬥陀螺：鋼牙雄獅 130W²D（獅子座）

### 其他角色
- DJ GAI（ブレーダーガイ）

配音：淺沼晉太郎（日本）、黃天佑（台灣）、麥皓豐（香港）
擔任陀螺樂園的解說員兼裁判。
- 店員A、B（バイトA、B）

聲：蓮未エリナ、水野麻里繪（日本）
由辨慶所經營的漢堡店的女性員工。
- 惡矢的手下A、B、C、D、E（取り巻きA、B、C、D、E）

配音：小田柿悠太、木島隆一、菅原雅芳、黑澤壽樹、中島ヨシキ（日本）
使用的戰鬥陀螺：螺旋鰓魚125B、螺旋蜥蜴 125F、灼熱摩羯 125D、螺旋蜥蜴 125D、水瓶座125B
惡矢的五個手下，總是跟隨惡矢一起行動。

#### 漫畫版登場角色
- 烈水號（烈水号）

傑洛的愛馬，性格聰明，年幼時是個孤兒直至跟5歲時的傑洛相識後就形影不離，可以透過叫聲向傑洛傳達細微差別，在漫畫中是通過用氣球以外的繪製角色說話來表達。
- 冲田與恒次（オキタとツネツグ、

忍的追隨者，冲田的特徵為白髮，恒次的特徵為黑髮。
- 早乙女輝（さおとめ てる）

七年前將力量借給銀河對抗涅墨西斯的陀螺戰士之一，七年後開設芭蕾舞學院，聘請左京擔任芭蕾教練的教師。

## 戰鬥陀螺 鋼鐵奇兵 ZERO G  用语與主要場地介紹
- 涅墨西斯的危機

是七年前由黑色太陽破懷神涅墨西斯和傳說中的陀螺戰士們的戰爭所帶來的重大歷史事件。
七年前在黑色太陽破懷神涅墨西斯企圖毀滅世界時被傳說中的陀螺戰士們給奮力擊敗與消滅，不過這場戰役付出的代價與犧牲很大，而且在這場大戰後所留下的傷痕慘重到要恢復所有時間才能繼續進行舉辦戰鬥陀螺世界錦標賽和陀螺對戰。自此傳說中的陀螺戰士和他們許多的同伴立下重誓要讓世界各地的人們再度能夠享受陀螺對戰的樂趣，並以志願者的身份讓戰鬥陀螺界再次重生好讓和平降臨在全世界上而奮鬥與努力。
- 戰鬥同步陀螺

戰鬥陀螺的新版本，零件由五層結構組成，由石面、鉻輪、水晶輪、軌道和底部組成。另外戰鬥同步陀螺與戰鬥陀螺的零件不同，裡面的鍍鉻輪和水晶輪有不同的屬性(火、水、天、地面、黑暗、神)。
- 合向系統

通過組合鍍鉻輪，增加重量並增強同步陀螺的系統。當時世人認為以陀螺對戰產生樂趣的心的陀螺戰士將為陀螺帶來新的可能性並且與Zero 對戰盤一起開發一種新的能夠使軸心一致的戰鬥陀螺。DNA陀螺戰士使用的陀螺並不是WBBA開發的，但是由於基於WBBA的陀螺資料，因此它具有允許合子的結構。甚至在對戰中可以解釋為將具有相同屬性的鍍鉻輪轂組合使用會提高兼容性。
- 零之體育場

是由WBBA的翼和小圓聯手所開發出戰鬥陀螺新時代的新系統之一，通過這項工作出現的一個巨大的半球形體育場。使用該體育場的超級三維戰鬥稱為零重力戰鬥。陀螺的底部利用力量踢動體育場來旋轉整個體育場。將對手的陀螺移出體育場外區域，而“ Zero G進攻”以應對體育場的震動，將對手的陀螺推出對戰盤。作品中沒有特別的說明，但有攻擊型、防禦型、平衡型等運動場，每個競技場都各有特點。
- 陀螺戰士的聖地

據說這個地方曾被傳說中的陀螺戰士們戰鬥中被毀滅化為廢墟。
- 陀螺樂園

在戰鬥陀螺城市中可以自由享受陀螺戰鬥的場地。在動漫版本中大廳中設有一個巨大的Zeros的體育館。Neo 戰鬥大會推出三個月後已在世界各地變得非常流行。在漫畫版本中用作Neo 戰鬥大會的排位賽場地。
- DNA

對WBBA懷有敵意的反派組織，DNA的正式名稱是暗黑星雲再現（Dark Nebula Again ），是繼承與企圖實現闇黑星雲的遺志的反派組織。
創始人是由葛雷西家族所建立的(不過葛雷西家族僅用於建立組織，後來在基拉和大道寺來重新接管)，目的是藉以Neo 戰鬥大會來掌管戰鬥陀螺界，因此派出已經籌集的陀螺戰士參與比賽。但後來在DNA被傑洛等人給擊垮連同總部被大道寺用機甲陀螺給摧毀而終。
- 新暗星雲

出現在漫畫版本中由大道寺所領導的組織。岩山和基拉是隸屬於此組織代表參與Neo 戰鬥大會。
- 花之村

出現在漫畫版本中。是傑洛的故鄉與村莊。位於富士山中的森林附近。儘管彼此相鄰但遠離隱蔽的古馬村，是不同於古馬村的普通村莊。
- 龍之市

出現在漫畫版本中。一個傳說中的一族，與龍牙一樣控制著龍屬性的陀螺，被稱為蘇格蘭人的高地居民。儘管住在一個未開發的地區並接受過訓練，但在惡劣的環境中人數正在相當的減少，現在龍皇一族的後代生活在世界的小角落。出現在和先前作品中的龍斗來自一族後裔的一個村莊，在該村傳統中，氏族首領龍牙被稱為“兄弟”受到人們的尊敬。
- 一日比賽

是全國性的小型錦標賽，是經過WBBA認可的正式錦標賽。唯獨通過贏得這場比賽傑洛在陀螺戰士中出名。
- Neo 戰鬥大會(新陀螺戰士大戰)

由WBBA在歷經《涅墨西斯危機》事件後決定秘密舉辦的重生的《新陀螺戰士全國大會》，自從《涅墨西斯的危機》以來的首次全國大賽決定再用這個名字來命名的，也就是銀河等人的傳說始末。
原本Neo 戰鬥大會要以WBBA來舉辦，但是被由打算要掌管戰鬥陀螺界的葛雷西家族所建立的DNA組織給接收下讓WBBA不得不開始舉辦這場大會比賽。
任何的陀螺戰士均可免費參加。排位賽規則是通過在WBBA所指定的全國各地的Zero 體育館贏得盡可能多的勝利，在時限內贏得更多勝利的前八名陀螺戰士將有資格參加主要比賽。在排位賽中與同一個對手只有一場陀螺對戰是不能重新一次，而且還禁止使用同步戰鬥陀螺來參賽。
在漫畫版本中，參賽條件是在每個地區贏得三十場資格賽，參賽人數為一千人。第一回合是一場陀螺對戰比賽，贏得RPG地牢階段的冠軍可以到達目標區域的十六個人進入第二回合。第二輪是將皇家分成四組，每組只有四分之一的人晉級半決賽。
- 世界錦標賽

在傑洛贏得Neo 戰鬥大會三個月後，WBBA即將宣布實施舉辦世界錦標賽大會。而日本國家隊的首批成員將是Neo 戰鬥大會中表現最佳表現的傑洛，忍和海原等優秀的陀螺戰士。任何的陀螺戰士都可以獲得參加代表隊選拔賽，但在舉辦比賽時因為DNA的破壞行動而暫停舉辦。直到DNA被傑洛等人給擊垮與摧毀後重新舉辦代表隊決定賽，WBBA團隊（成員為零、忍、海原、艾特、蓮、鷹之助、佐京）以日本代表隊的身份與由基拉等人所組成的“BFT”隊在日本國家隊舉行最終選拔比賽。
- 通往未來的橋樑

DNA被傑洛等人成功毀滅之後，由原DNA陀螺戰士所組成的新團隊。TBTF的簡稱是(通往未來的橋樑，英文簡稱The Bridge to the Future)。成員是（基拉、岩山、玄十郎、斯派克、阿羅船長、蕭白虎、加魯拉）挑戰以傑洛等人為首的WBBA團隊來爭取日本國家代表隊的位置。

## 陀螺
- 武士火焰魔神 W145CF（サムライイフレイド　W145CF）
- 忍者烈火蠑螈 SW145SD（シノビサラマンダ　SW145SD）
- 守護者怒濤海獸 160SB（ガーディアンリヴァイザー　160SB）
- 海盜八岐大蛇 145D（パイレーツオロジャ　145D）
- 強盜幻變不死鳥 E230GCF（シーフフェニック　E230GCF）
- 弓箭手獅鷲霸王 C145S（アーチャーグリフ　C145S）
- 海盜章魚巨獸 A230JSB（パイレーツキラーケン　A230JSB）
- 暗黑騎士狂龍 LW160BSF（ダークナイトドラグーン　LW160BSF）
- 弓箭手石像惡魔 SA165WSF（アーチャーガーゴル　SA165WSF）
- 劍鬥士滅絕邪神 SP230GF（グラディエーターバハムディア　SP230GF）
- 山賊頑石魔像 DF145BS（バンディッドゴレイム　DF145BS）
- 山賊玄武靈獸 F230TB（バンディッドゲンブル　F230TB）
- 強盜麒麟靈獸 WA130HF（シーフジラーゴ　WA130HF）
- 弓箭手旋風飛龍 145WB（アーチャーワイヴァング　145WB）
- 狂戰士動地巨獸 SR200BWD（バーサーカーベギラドス　SR200BWD）
- 武士天馬 W105R²F（サムライペガシス　W105R²F）
- 狂戰士利刃白虎 125SF（バーサーカーホワイガー　125SF）
- 守護者神鳥迦樓羅 SD145PF（ガーディアンガルダス　SD145PF）
- 驚惶者再生魔神 T125JB（ネクロマンサーヴァンリル　T125JB）
- 天馬滅絕邪神 SP230R²F（ペガシスバハムディア　SP230R²F）

## 製作人員
- 企畫：鈴木大三、佐上靖之、池田哲也
- 原作：足立充史
- 系列原案：村上孝雄、石本隆史
- 系列構成、監督：杉島邦久
- 主筆：長谷川勝己[12]
- 人物設定：長森佳容
- 機械設定：伊東英樹
- 美術設計：吉原一輔
- 美術監督：本多敬
- 色彩設計：長尾朱美
- CG監督：田中康隆
- 攝影監督：奥村隆弘
- 編集：小野寺桂子
- 音響監督：松岡裕紀
- 音楽：Neil Parfitt、Scott Bucsis
- 動畫製片人：三浦俊一郎
- 副製片人：古瀬和也、石井宏一、横溝昌司
- 製片人：紅谷佳和、青木真美子
- 動畫制作協力：小學館集英社製作
- 動畫制作：Synergy SP
- 製作：東京電視台、d-rights

## 主題曲
- 片頭曲：

作詞、作曲：YU+KI　編曲：tatsuya matsunaga　歌：YU+KI
- 片尾曲：

作詞、作曲：YU+KI　編曲：tatsuya matsunaga　歌：YCHRO

## 各話列表

### 電視播放
※DVD版將TV版每兩話合成一話，DVD版的標題用「*」表示。海外買到的版權是按照DVD合併話數，因此標題只有一個。
以下劇集按照首播順序排列（不包括首播後的任何重播）
| DVD版话数 | TV版话数 | 播放日期 | 日文名稱 | 香港名稱             | 台灣名稱               | 脚本       | 分镜     | 演出              | 作画监督 （總作畫監督） ［作畫監督補］ |
| --------- | -------- | -------- | -------- | -------------------- | ---------------------- | ---------- | -------- | ----------------- | -------------------------------------- |
| 1         | 1        | 12.04.08 | *        | 新時代來臨           | 新時代到來             | 長谷川勝己 | 杉島邦久 | 藤本義孝          | 高橋克之 出野喜則                      |
| 1         | 2        | 12.04.15 |          | 新時代來臨           | 新時代到來             | 長谷川勝己 | 杉島邦久 | 藤本義孝          | 高橋克之 出野喜則                      |
| 2         | 3        | 12.04.22 |          | 打倒海盜八歧大蛇！   | 打倒 大蛇海盜          | 久保田雅史 | 中村憲由 | 奥野耕太 町谷俊輔 | 山口飛鳥                               |
| 2         | 4        | 12.04.29 | *        | 打倒海盜八歧大蛇！   | 打倒 大蛇海盜          | 久保田雅史 | 中村憲由 | 奥野耕太 町谷俊輔 | 山口飛鳥                               |
| 3         | 5        | 12.05.06 |          | 烈焰的必殺絕招！     | 火焰般的必殺技         | 長谷川勝己 | 杉島邦久 | 鈴木孝聰          | 佐藤秋子 今野幸一 （長森佳容）         |
| 3         | 6        | 12.05.13 | *        | 烈焰的必殺絕招！     | 火焰般的必殺技         | 長谷川勝己 | 杉島邦久 | 鈴木孝聰          | 佐藤秋子 今野幸一 （長森佳容）         |
| 4         | 7        | 12.05.20 |          | 令人震驚的同步系統   | 驚人的合體             | 久保田雅史 | 杉島邦久 | 藤本義孝          | 高橋克之 出野喜則                      |
| 4         | 8        | 12.05.27 | *        | 令人震驚的同步系統   | 驚人的合體             | 久保田雅史 | 杉島邦久 | 藤本義孝          | 高橋克之 出野喜則                      |
| 5         | 9        | 12.06.03 |          | 情義的力量           | 羈絆的力量             | 長谷川勝己 | 中村憲由 | 奧野耕太 町谷俊輔 | 山口飛鳥                               |
| 5         | 10       | 12.06.10 | *        | 情義的力量           | 羈絆的力量             | 長谷川勝己 | 中村憲由 | 奧野耕太 町谷俊輔 | 山口飛鳥                               |
| 6         | 11       | 12.06.17 |          | 爆炸一樣的無幻火流擊 | 爆炸一樣的幻影火流擊   | 長谷川勝己 |          | 鈴木孝聰          | 佐藤秋子 今野幸一                      |
| 6         | 12       | 12.06.24 | *        | 爆炸一樣的無幻火流擊 | 爆炸一樣的幻影火流擊   | 長谷川勝己 |          | 鈴木孝聰          | 佐藤秋子 今野幸一                      |
| 7         | 13       | 12.07.01 |          | 海盜鱆魚巨獸來襲     | 八爪海盜來襲           | 久保田雅史 | 杉島邦久 | 藤本義孝          | 高橋克之 出野喜則                      |
| 7         | 14       | 12.07.08 | *        | 海盜鱆魚巨獸來襲     | 八爪海盜來襲           | 久保田雅史 | 杉島邦久 | 藤本義孝          | 高橋克之 出野喜則                      |
| 8         | 15       | 12.07.15 |          | 漆黑的龍             | 黑暗黑騎士             | 長谷川勝己 | 中村憲由 | 大平直樹 町谷俊輔 | 山口飛鳥                               |
| 8         | 16       | 12.07.22 | *        | 漆黑的龍             | 黑暗黑騎士             | 長谷川勝己 | 中村憲由 | 大平直樹 町谷俊輔 | 山口飛鳥                               |
| 9         | 17       | 12.07.29 |          | 衝突 Zero對左京      | 激戰！傑洛ＶＳ左京     | 長谷川勝己 |          | 鈴木孝聡          | 今野幸一 佐藤秋子                      |
| 9         | 18       | 12.08.05 | *        | 衝突 Zero對左京      | 激戰！傑洛ＶＳ左京     | 長谷川勝己 |          | 鈴木孝聡          | 今野幸一 佐藤秋子                      |
| 10        | 19       | 12.08.12 |          | 鐵壁般的頑石魔像     | 鐵壁般土匪             | 久保田雅史 | 杉島邦久 | 小林 調           | 高橋克之 出野喜則                      |
| 10        | 20       | 12.08.19 | *        | 鐵壁般的頑石魔像     | 鐵壁般土匪             | 久保田雅史 | 杉島邦久 | 小林 調           | 高橋克之 出野喜則                      |
| 11        | 21       | 12.08.26 | *        | 熱辣辣的友情特訓     | 熱血友情的特訓         | 長谷川勝己 | 中村憲由 | 大平直樹 町谷俊輔 | 山口飛鳥                               |
| 11        | 22       | 12.09.02 |          | 熱辣辣的友情特訓     | 熱血友情的特訓         | 長谷川勝己 | 中村憲由 | 大平直樹 町谷俊輔 | 山口飛鳥                               |
| 12        | 23       | 12.09.09 |          | 無情的動地巨獸       | 無情的巨獸狂戰士       | 長谷川勝己 |          | 鈴木孝聡          | 今野幸一 佐藤秋子                      |
| 12        | 24       | 12.09.16 | *        | 無情的動地巨獸       | 無情的巨獸狂戰士       | 長谷川勝己 |          | 鈴木孝聡          | 今野幸一 佐藤秋子                      |
| 13        | 25       | 12.09.23 |          | 同步陀螺激戰         | 激烈的合體戰鬥         | 久保田雅史 | 杉島邦久 | 藤本義孝          | 中島渚 出野喜則                        |
| 13        | 26       | 12.09.30 | *        | 同步陀螺激戰         | 激烈的合體戰鬥         | 久保田雅史 | 杉島邦久 | 藤本義孝          | 中島渚 出野喜則                        |
| 14        | 27       | 12.10.07 |          | 新陀螺手大戰         | 新陀螺戰士全國大會     | 長谷川勝己 | 中村憲由 | 大平直樹 町谷俊輔 | 山口飛鳥                               |
| 14        | 28       | 12.10.14 | *        | 新陀螺手大戰         | 新陀螺戰士全國大會     | 長谷川勝己 | 中村憲由 | 大平直樹 町谷俊輔 | 山口飛鳥                               |
| 15        | 29       | 12.10.21 |          | 八強產生             | 前八強確定             | 長谷川勝己 |          | 鈴木孝聡          | 今野幸一 佐藤秋子                      |
| 15        | 30       | 12.10.28 | *        | 八強產生             | 前八強確定             | 長谷川勝己 |          | 鈴木孝聡          | 今野幸一 佐藤秋子                      |
| 16        | 31       | 12.11.04 | *        | 燃燒鬥志，爭入四強   | 燃燒！決戰大會         | 久保田雅史 | 杉島邦久 | 藤本義孝          | 中島渚                                 |
| 16        | 32       | 12.11.11 |          | 燃燒鬥志，爭入四強   | 燃燒！決戰大會         | 久保田雅史 | 杉島邦久 | 藤本義孝          | 中島渚                                 |
| 17        | 33       | 12.11.18 |          | 宿敵對決             | 命中注定的敵手對決     | 長谷川勝己 | 中村憲由 | 斉藤啓也 町谷俊輔 |                                        |
| 17        | 34       | 12.11.25 | *        | 宿敵對決             | 命中注定的敵手對決     | 長谷川勝己 | 中村憲由 | 斉藤啓也 町谷俊輔 |                                        |
| 18        | 35       | 12.12.02 | *        | 終極破壞王 滅絕邪神  | 究極破壞皇巴哈姆基亞爾 | 長谷川勝己 |          | 鈴木孝聰          | 今野幸一 佐藤秋子                      |
| 18        | 36       | 12.12.09 |          | 終極破壞王 滅絕邪神  | 究極破壞皇巴哈姆基亞爾 | 長谷川勝己 |          | 鈴木孝聰          | 今野幸一 佐藤秋子                      |
| 19        | 37       | 12.12.16 |          | 由心而發的一擊       | 心之一撃               | 長谷川勝己 | 杉島邦久 | 藤本義孝          | 中島渚                                 |
| 19        | 38       | 12.12.23 | *        | 由心而發的一擊       | 心之一撃               | 長谷川勝己 | 杉島邦久 | 藤本義孝          | 中島渚                                 |

### DVD版
※TV版未放送的第20話到第26話收錄於DVD第六卷和第七卷。日本賣給海外的版權在電視上能看到全26話。
| DVD版话数 | TV版话数 | 日文名稱 | 香港名稱           | 台灣名稱           | 脚本       | 分镜     | 演出     | 作画监督 （總作畫監督） ［作畫監督補］ |
| --------- | -------- | -------- | ------------------ | ------------------ | ---------- | -------- | -------- | -------------------------------------- |
| 20        | 39-40    |          | 新的戰鬥           | 新的戰鬥           | 長谷川勝己 |          | 鈴木孝聰 | 佐藤秋子 今野幸一                      |
| 21        | 41-42    |          | 傳說與惡魔的融合   | 傳說與惡魔的融合   | 長谷川勝己 | 町谷俊輔 | 中村憲由 | 岩岡優子                               |
| 22        | 43-44    |          | 大道寺的要塞       | 大道寺的要塞       | 長谷川勝己 | 杉島邦久 | 藤本義孝 | 中島渚                                 |
| 23        | 45-46    |          | 挖好的陷阱         | 等待前方戰鬥的陷阱 | 長谷川勝己 |          | 鈴木孝聰 | 佐藤秋子 今野幸一                      |
| 24        | 47-48    |          | 白虎的咆哮         | 白虎之雄叫喊       | 長谷川勝己 | 中村憲由 | 町谷俊輔 | 岩岡優子                               |
| 25        | 49-50    |          | 一決生死的凌空對戰 | 奮不顧身的空中戰鬥 | 長谷川勝己 |          | 藤本義孝 | 大川美穂子                             |
| 26        | 51-52    |          | 通向未來的橋       | 通往未來的橋梁     | 長谷川勝己 | 杉島邦久 | 鈴木孝聰 | 佐藤秋子 今野幸一                      |

## 播放電視台
| 日本 東京電視台 星期日8:30 - 8:45                   | 日本 東京電視台 星期日8:30 - 8:45                         | 日本 東京電視台 星期日8:30 - 8:45 |
| --------------------------------------------------- | --------------------------------------------------------- | --------------------------------- |
|                                                     | 戰鬥陀螺 鋼鐵奇兵 ZERO G （2012年4月8日－2012年12月23日） |                                   |
| 戰鬥陀螺 鋼鐵奇兵 4D （2011年4月3日－2012年4月1日） | 激戰！彈珠人eS （2013年1月6日－ 2013年9月29日）           |                                   |

| 台灣 卡通頻道 星期六19:00-20:00 【2013年9月14日移至19:05-20:05播出】 | 台灣 卡通頻道 星期六19:00-20:00 【2013年9月14日移至19:05-20:05播出】 | 台灣 卡通頻道 星期六19:00-20:00 【2013年9月14日移至19:05-20:05播出】 |
| -------------------------------------------------------------------- | -------------------------------------------------------------------- | -------------------------------------------------------------------- |
|                                                                      | 戰鬥陀螺 鋼鐵 ZERO G （2013年7月13日－2014年1月4日）                 |                                                                      |
| -                                                                    | -                                                                    |                                                                      |

| 翡翠台 星期六10:15-10:45節目 2014年2月1日停播 2014年2月8日停播 2014年4月5日停播 | 翡翠台 星期六10:15-10:45節目 2014年2月1日停播 2014年2月8日停播 2014年4月5日停播 | 翡翠台 星期六10:15-10:45節目 2014年2月1日停播 2014年2月8日停播 2014年4月5日停播 |
| ------------------------------------------------------------------------------- | ------------------------------------------------------------------------------- | ------------------------------------------------------------------------------- |
|                                                                                 | 爆旋陀螺鋼鐵戰魂ZERO G （2013年11月16日－2014年5月31日）                        |                                                                                 |
| 爆戰彈珠人eS （2013年5月11日－2013年11月9日）                                     | 忍者龜 第3輯                                                                    |                                                                                 |

## 漫畫
以下回數按照首版順序排列。
| 冊數 | 回數 | 日文原文標題 | 中文翻譯標題 | 日本ISBN、日本JAN （C-CODE：C9979） |
| ---- | ---- | ------------ | ------------ | ----------------------------------- |
| 1    | 01   |              | -            | 9784091414885                       |
| 1    | 02   |              | -            | 9784091414885                       |
| 1    | 03   |              | -            | 9784091414885                       |
| 1    | 04   |              | -            | 9784091414885                       |
| 1    | 05   |              | -            | 9784091414885                       |
| 2    | 06   |              | -            | 9784091415394                       |
| 2    | 07   |              | -            | 9784091415394                       |
| 2    | 08   |              | -            | 9784091415394                       |
| 2    | 09   |              | -            | 9784091415394                       |

## 註解
1. 日文原文ZERO和G中間沒有半形空格。請參考官方網站標題和日本 WIKI 。但臺灣有空格、美國有「-」，這些屬於翻譯問題，因此不更改。
2. 1 2  DVD版將TV版每兩話合成一話，TV版全38話合成19話。每一話約一般番組24分鐘左右，並且從兩話選一話當作標題（可參考ZEROG DVDs List中DVD封面、封底圖的各話標題）。第20話到第26話是日本TV當時未放送話數。只有在日本需要購買DVD才看得到。關於DVD未放送話數的資訊來源可參考以下連結，經過作者及工作人員證實。
DVD 卷數列表：List of Metal Fight Beyblade Zero-G DVDs （页面存档备份，存于），可參考 DVD 圖片。
作者足立たかふみ老師：続きはWEBで…はなくレンタルで！ （页面存档备份，存于）
人物設定師長森佳容Twitter：ゼロジーは6巻から未放映分スタートか。 （页面存档备份，存于），2013年7月27日發表
人物設定師長森佳容Twitter 2：来てたよ。やっぱり19話迄だったね。未放映分は6、7巻でまとめるんだろうね。 （页面存档备份，存于），2013年7月31日發表。
3. ↑  作者足立充史和動畫人物設定師長森佳容曾在 Twitter 聲明，除湯宮健太漫畫原作自我介紹是小學五年級外，其他角色並無詳細設定年齡。
以下簡略翻譯：足立老師是寫鋼銀河大湯宮健太一點。長森寫動畫版年齡都是模糊的。
1. 足立充史 Twitter：原作の場合、元々ケンタ小５、銀河がそれよりちょい上、だったんですが、連載開始後にベイ大会のレギュレーションとかが見えてきて、小学生が対象なことを考慮して明言しないようになった感じです。 （页面存档备份，存于），2012年1月4日發表
2. 長森佳容 Twitter：アニメのメタベイの年齢は皆ぼかしてある。原作で唯一ケンタが小５と出てきているが、アニメは銀河との対比も考えて小学校低学年設定にされてスタートしたのだ。(裏設定) （页面存档备份，存于），2012年1月4日發表
3. 足立充史 Twitter 2：I do not announce, birthday information of the MetalFightBeyblade characters on the net is all wrong. （页面存档备份，存于），2013年7月12日發表
4. ↑  日文寫的幻獸是「伊弗利特」，是原文阿拉伯文「惡魔」的意思。日本WIKI提到「炎屬性魔人」、「炎屬性惡魔」、「炎屬性精靈」，這部作品中幻獸的形象應該與「魔人」較符合。
5. ↑  與火龍院忍的忍者烈火蠑螈 SW145SD 同步
6. ↑  與海原八的海盜八岐大蛇 145D 同步
7. ↑  木糠日文「キクラゲ」，和木倉ゲン唸法相近
8. ↑  與獅獅谷鷹之助的獅鷲射手 C145S 同步，翻譯待補充。
9. ↑  與岩山美男的石像土匪同步，翻譯待補充。與動地巨獸頑石魔像 DF145BS還是不一樣，底盤和軸心是用狂戰士動地巨獸的 SR200BWD。
10. ↑  與銀河的武士翔空天馬 W105R²F 同步。
臺灣麗嬰正式譯名來源：戰鬥陀螺 零式 ZERO G【最新廣告：最終神屬性降臨！】
11. ↑  與破山基拉的狂戰士動地巨獸 SR200BWD 同步。與頑石魔像動地巨獸 SR200BWD還是不一樣，底盤和軸心是用山賊頑石魔像的 DF145BS。
12. ↑  「チーフライター」（主筆）同等於「シリーズ構成」（系列構成）。推測杉島因同時擔任監督和系列構成（OP 工作人員名單寫在一起），歷代系列構成的長谷川才用「主筆」標示。
13. 1 2  標題以播放時所顯示的字幕為準

## 外部連結
- ホビー公式サイト （页面存档备份，存于）
- アニメ公式サイト （页面存档备份，存于）
- アニメ公式サイト （页面存档备份，存于）
- WBBA開発日記